# Влощовський повіт
Влощовський повіт (пол. powiat włoszczowski) — один з 13 земських повітів Свентокшиського воєводства Польщі.
Утворений 1 січня 1999 року в результаті адміністративної реформи.

## Загальні дані
Повіт знаходиться у західній частині воєводства.
Адміністративний центр — місто Влощова.
Станом на 1.01.2008 населення становить 46 963 осіб, площа 907,6 км².

## Демографія
Демографічні дані повіту станом на 30.06.2006:
|       | Всього | Всього | Жінки  | Жінки | Чоловіки | Чоловіки |
| ----- | ------ | ------ | ------ | ----- | -------- | -------- |
|       | осіб   | %      | осіб   | %     | осіб     | %        |
| Повіт | 47 137 | 100    | 23 736 | 50,4  | 23 401   | 49,6     |
| Міста | 10 782 | 100    | 5 598  | 51,9  | 5 184    | 48,1     |
| Села  | 36 355 | 100    | 18 138 | 49,9  | 18 217   | 50,1     |